# Michel Davier
Michel Davier, né le 6 mars 1942, est un physicien français.
Ancien élève de l'École normale supérieure de Saint-Cloud (sciences), il est directeur du Laboratoire de  l'accélérateur linéaire à Orsay de 1985 à 1994. Lauréat du prix Gentner-Kastler en 1994, il est élu membre de l'Académie des sciences (section physique) en 1996. Il a été nommé membre senior de l'Institut universitaire de France en 1991 pour une durée de cinq ans, renouvelée en 1996.
Il enseigne la physique depuis 1975 à l'université Paris-Sud au Centre scientifique d'Orsay.

## Biographie
Originaire d’Ambérieu-en-Bugey (Ain), Michel Davier a fait ses études secondaires au Lycée Lalande à Bourg-en-Bresse, à l’École Normale d’instituteurs de cette même ville, puis à celle de Lyon. Après une année de classe préparatoire au Lycée Chaptal à Paris en 1960-61 il entre à l’École Normale Supérieure de Saint-Cloud où il obtient les licences de physique et de chimie. Admis premier à l’agrégation de physique en 1965, il choisit de s’orienter vers l’enseignement supérieur et la recherche en physique des particules élémentaires. Ayant rejoint le Laboratoire de l’Accélérateur Linéaire (LAL) fondé à Orsay par l’École Normale Supérieure comme assistant à l’université Paris-Sud, il effectue son travail de doctorat sur la photoproduction des mésons vectoriels à l’université Stanford en Californie au Stanford Linear Accelerator Center (SLAC), thèse qu’il soutient en 1969 à Orsay. Après un séjour de deux ans au Centre Européen de Recherche Nucléaire (CERN) à Genève, il rejoint l’université Stanford et le SLAC comme professeur-assistant, puis professeur-associé en 1973 où il mène des expériences de diffusion hadronique. Il rentre en France en 1975 pour prendre la chaire de professeur laissée vacante par le décès prématuré d’André Lagarrigue. Il lance un programme de recherche sur l’annihilation électron-positon aux plus hautes énergies disponibles au collisionneur PETRA installé au laboratoire DESY de Hambourg. Il est l’un des fondateurs de l’expérience ALEPH qui poursuit cette recherche au CERN sur le collisionneur LEP à partir de 1989, fournissant des mesures de précision qui vont établir le Modèle Standard des interactions fondamentales.  Il rejoint en 2001 la collaboration internationale qui exploite le détecteur BABAR au SLAC pour y lancer un programme original de mesures de précision. En  parallèle avec ses activités en physique des particules, il soutient fortement le projet franco-italien Virgo pour la recherche des ondes gravitationnelles et accueille en 1991 l’équipe d’Alain Brillet au LAL. Il participe activement à la construction de l’interféromètre et à l’analyse des données en créant son propre groupe.
Il a dirigé le Laboratoire de l’Accélérateur Linéaire de 1985 à 1993. Membre senior de l’Institut Universitaire de France depuis 1991, membre correspondant de l’Académie des Sciences en 1994, il est élu membre en 1996. Il a fait partie de nombreux conseils scientifiques internationaux : SLAC (Stanford), LAL (Orsay), CERN (Genève), DESY (Hambourg), LNF (Frascati), IHEP (Pékin), KEK (Tokyo), APPEC (Europe), LIGO (Caltech, MIT, Hanford, Livingston), Comité des Directives Scientifiques (SPC, CERN), Comité National et Conseil Scientifique du CNRS (2001-05), Helmholtz Gemeinschaft (Berlin).
Le double aspect de l‘enseignement universitaire , à l’université Paris-Sud, à l’École Normale Supérieure et à l’École Polytechnique, et de la formation de jeunes chercheurs représente un investissement important dans la carrière de Michel Davier. Il a dirigé activement de nombreuses thèses de doctorat. Dans ce domaine  il entretient une relation privilégiée avec la Chine depuis 1988 par une collaboration étroite avec l‘Institut de Physique des Hautes Energies (IHEP, Pékin), pour la formation de doctorants et postdoctorants chinois à Orsay dont beaucoup sont maintenant professeurs et responsables scientifiques en Chine .

## Travaux scientifiques
Les recherches menées par Michel Davier ont conduit à des avancées importantes dans la physique des interactions fortes et électrofaibles grâce à la construction et l’exploitation de grands détecteurs, CELLO à Hambourg, ALEPH au CERN et BABAR au SLAC :
- mise en évidence de l’interférence électrofaible pour l’électron, le muon et le lepton tau  (universalité des couplages)[4] ;

- tests de précision du Modèle Standard Electrofaible, en particulier par la mesure précise de la polarisation du lepton tau par une méthode optimale, permettant une détermination indirecte de la masse du boson de Higgs, en accord avec la mesure directe au LHC[5] ;

- étude du lepton tau : clarification des modes de désintégration, mesure des fonctions spectrales et tests précis de la chromodynamique quantique (détermination de la variation du couplage fort avec l’énergie entre la masse du tau et celle du boson Z en accord avec la propriété de « liberté asymptotique »)[6],[7] ;

- évaluation des contributions hadroniques à la polarisation du vide, en particulier pour le calcul du moment magnétique du muon. L’observation d’une déviation à 3.6 écarts-standard entre la prédiction théorique et la mesure directe pourrait indiquer une mise en défaut du Modèle Standard[8],[9] ;

- nouvelles mesures de précision de l’annihilation électron-positon en hadrons, ingrédient fondamental pour évaluer la relation de dispersion nécessaire au calcul de la polarisation du vide[10].

La construction, la mise au point et l’analyse des données de l’interféromètre Virgo a impliqué un effort colossal par une collaboration internationale au sein de laquelle le groupe fondé par Michel Davier au LAL a pris une part importante :
- construction et contrôles de l’enceinte à ultravide des deux bras de 3 km de l’interféromètre ;

- contrôle global des longueurs des cavités optiques kilométriques[11] ;

- développement d’algorithmes de détection[12] ;

- découverte avec les données de Advanced-LIGO des ondes gravitationnelles émises lors de la coalescence de systèmes binaires de trous noirs (2015) de masses plusieurs dizaines de fois la masse solaire. C’est la première mise en évidence directe d’une dynamique d’objets compacts relativistes en champ gravitationnel fort, en accord avec la Relativité Générale[13] ;

- localisation précise dans le ciel grâce au réseau des deux instruments Advanced-LIGO et celui de Advanced-Virgo marquant le début de l’astronomie gravitationnelle[14] ;

- découverte de la coalescence d’un système binaire d’étoiles à neutrons (2016). L’alerte rapide envoyée aux collaborations d’astrophysiciens a permis la mise en évidence par leurs détecteurs d’une contrepartie optique multifréquence (gamma, X, visible, infrarouge, radio) apportant des informations uniques sur la dynamique évolutive de la collision[15].

## Ouvrages
- Physique pour les Sciences de la Vie,  1. La Physique et ses Méthodes (Belin, 1987)
- Physique pour les Sciences de la Vie,  2. La Matière (Belin, 1988)
- Physique pour les Sciences de la Vie,  3. Les Ondes (Belin, 1988)
- LHC : Enquête sur le Boson de Higgs (Le Pommier, 2008)
- LHC : le Boson de Higgs (Le Pommier, 2013)

## Distinctions
- Académie des sciences (Correspondant 1994, Membre 1996)[1]
- Institut Universitaire de France (première promotion 1991-2001)
- Prix Abraham-Bloch-Bruhat (Ecole Normale Supérieure, 1991)
- Prix Gentner-Kastler (Sociétés Française et Allemande de Physique, 1992)
- Prix Lagarrigue (LAL et Société française de physique, 2011)
- Special Breakthrough Prize (avec la collaboration LIGO-Virgo, 2016 )
- Chevalier de l'ordre national du Mérite (1995) [16]
- Chevalier de la Légion d'honneur (2017) [17].